# 上帝所做之功：美国的转变，1815-1848年
《上帝所做之功：美国的转变，1815-1848年》是美国历史学家丹尼尔·沃克·豪创作的有關美国历史的著作，2007年出版，2008年获普利策历史奖，是《牛津美国史》系列的第五卷。